# Dìdi
Dìdi (Chinees: 弟弟) is een Amerikaanse film uit 2024, geschreven, geregisseerd en geproduceerd door Sean Wang, in zijn regiedebuut.

## Verhaal
De film volgt een 13-jarige Taiwanees-Amerikaanse jongen in 2008 die leert hoe hij moet skaten, flirten en ook de ware essentie van moederliefde leert kennen.

## Rolverdeling
| Acteur         | Personage      |
| -------------- | -------------- |
| Izaac Wang     | Chris Wang     |
| Shirley Chen   | Vivian Wang    |
| Chang Li Hua   | Nai Nai        |
| Joan Chen      | Chungsing Wang |
| Raul Dial      | Fahad Mahmood  |
| Aaron Chang    | Jimmy Kim      |
| Mahaela Park   | Madi           |
| Chiron Denk    | Donovan        |
| Sunil Maurillo | Cory           |
| Montay Boseman | Nugget         |

## Productie
De filmopnames gingen door in Fremont (Californië) in juli 2023.

## Release en ontvangst
Dìdi ging op 19 januari 2024 in première op het Sundance Film Festival in de U.S. Dramatic Competition waar hij de Audience Award: U.S. Dramatic won. De film kreeg overwegend positieve kritieken van de filmcritici, met een score van 94% op Rotten Tomatoes, gebaseerd op 18 beoordelingen.

## Prijzen en nominaties
De belangrijkste:
| Jaar | Prijs                  | Categorie                     | Genomineerde(n)               | Uitslag  |
| ---- | ---------------------- | ----------------------------- | ----------------------------- | -------- |
| 2024 | Sundance Film Festival | Audience Award: U.S. Dramatic | Audience Award: U.S. Dramatic | Gewonnen |